# Turisas
Turisas es un grupo de folk metal formado en Finlandia en 1997. Toma su nombre del antiguo dios finés de la guerra. Sus melodías combinan el folk metal con elementos del metal sinfónico y el power metal junto a voces guturales. Son característicos por sus letras épicas y por realizar solos de violín eléctrico a diferencia de los solos tradicionales de guitarra.

## Historia
El 8 de septiembre de 2011, el bajista Hannes Horma y la acordeonista Netta Skog abandonaron la banda por motivos personales.
En noviembre de 2012 el baterista Tuomas «Tude» Lethonen y el bajista Jukka-Pekka Miettinen dejaron la banda argumentando diferencias musicales con el grupo y para centrarse en sus proyectos personales, respectivamente. Fueron sustituidos por Jaakko Jakku en la batería y Jesper Anastasiadis en el bajo.

## Miembros

### Miembros actuales
- Mathias «Warlord» Nygård - Voz, teclado, percusión (1997-actualidad)
- Jussi Wickström - Guitarra, coros (1997-actualidad)
- Olli Vänskä - Violín, coros (2007-actualidad)
- Jesper Anastasiadis - Bajo, coros (2012-actualidad)
- Jaakko Jakku - Batería (2012-actualidad)

### Antiguos miembros
- Robert Engstrand - Teclado, coros (2011-2014)
- Tuomas «Tude» Lehtonen - Batería (1997-2012)
- Hannes Horma - Bajo (2007-2011)
- Netta Skog - Acordeón (2009-2011)
- Janne «Lisko» Mäkinen - Acordeón (2007-2008)
- Antti Ventola - Teclado (1997-2007)
- Georg Laakso - Guitarra (1999-2006)
- Mikko Törmikoski - Bajo (1997-2004)
- Tino Ahola - Bajo (2000-2001)
- Ari Kärkkäinen - Guitarra (1997-1999)
- Sami Aarnio - Bajo (1998-1999)

### Antiguos miembros en directo
- Jukka-Pekka Miettinen - Bajo, coros (2011-2012)
- Antti Laurila - Acordeón (2004-2007)
- Riku Ylitalo - Acordeón (2004)
- Wincef Boncamper - Acordeón[cita requerida]

## Discografía

### Álbumes de estudio
| Año  | Título             | Posición en las listas | Posición en las listas | Posición en las listas |
| Año  | Título             | [ 1 ]                  | [ 2 ]                  | [ 3 ]                  |
| ---- | ------------------ | ---------------------- | ---------------------- | ---------------------- |
| 2004 | Battle Metal       | —                      | —                      | —                      |
| 2007 | The Varangian Way  | 17                     | —                      | —                      |
| 2011 | Stand Up and Fight | 5                      | 56                     | 83                     |
| 2013 | Turisas2013        | 9                      | 87                     | —                      |

« — » indica que no ingresó en dicha lista.